# Jens Arne Svartedal
Jens Arne Svartedal (14 febbraio 1976) è un ex fondista norvegese.

## Biografia

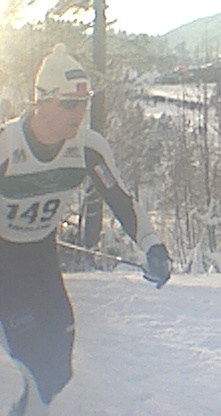
Nel 2003

Specialista delle sprint a tecnica classica, in Coppa del Mondo ha esordito il 22 novembre 1997 nella 10 km a tecnica classica di Beitostølen vinta da Bjørn Dæhlie (51°), ha ottenuto il primo podio l'8 marzo 2000 nella spint a tecnica classica di Oslo (2°) e la prima vittoria il 19 dicembre 2001 nella sprint a tecnica classica di Asiago. Ha vinto la Coppa del Mondo di specialità nella sprint della stagione 2006-2007, mentre nella stagione precedente era arrivato secondo nella classifica generale di Coppa dietro al tedesco Tobias Angerer.
In carriera ha preso parte a due edizioni dei Giochi olimpici invernali, Torino 2006 (44° nella 15 km, 2° nella sprint a squadre, 5° nella staffetta e Vancouver 2010 (23° nella 50 km), e a tre dei Campionati mondiali, vincendo una medaglia.
Dalla stagione 2010-2011 gareggia esclusivamente in Marathon Cup.

### Olimpiadi
- 1 medaglia:
  - 1 argento (sprint a squadre a Torino 2006)

### Mondiali
- 1 medaglia:
  - 1 oro (sprint a Sapporo 2007)

### Coppa del Mondo
- Miglior piazzamento in classifica generale: 2º nel 2006
- Vincitore della Coppa del Mondo di sprint nel 2007
- 35 podi (22 individuali, 13 a squadre[1]):
  - 17 vittorie (12 individuali, 5 a squadre)
  - 11 secondi posti (8 individuali, 3 a squadre)
  - 7 terzi posti (2 individuali, 5 a squadre)

#### Coppa del Mondo - vittorie
| Data             | Luogo         | Paese     | Disciplina                                                                 |
| ---------------- | ------------- | --------- | -------------------------------------------------------------------------- |
| 19 dicembre 2001 | Asiago        | Italia    | Sprint TC                                                                  |
| 5 marzo 2002     | Stoccolma     | Svezia    | Sprint TC                                                                  |
| 13 marzo 2002    | Oslo          | Norvegia  | Sprint TC                                                                  |
| 11 marzo 2003    | Drammen       | Norvegia  | Sprint TC                                                                  |
| 16 dicembre 2003 | Val di Fiemme | Italia    | Sprint TC                                                                  |
| 18 febbraio 2004 | Stoccolma     | Svezia    | Sprint TC                                                                  |
| 12 dicembre 2004 | Val di Fiemme | Italia    | 4x10 km (con Odd-Bjørn Hjelmeset, Frode Estil e Tore Ruud Hofstad)         |
| 14 dicembre 2004 | Asiago        | Italia    | Sprint TL                                                                  |
| 15 dicembre 2004 | Asiago        | Italia    | Sprint a squadre TL (con Tor-Arne Hetland)                                 |
| 20 marzo 2005    | Falun         | Svezia    | 4x10 km (con Odd-Bjørn Hjelmeset, Kristen Skjeldal e Tore Ruud Hofstad)    |
| 18 dicembre 2005 | Canmore       | Canada    | Sprint a squadre TC (con Eldar Rønning)                                    |
| 5 febbraio 2006  | Davos         | Svizzera  | 15 km TC                                                                   |
| 9 marzo 2006     | Drammen       | Norvegia  | Sprint TC                                                                  |
| 25 novembre 2006 | Kuusamo       | Finlandia | Sprint TC                                                                  |
| 28 gennaio 2007  | Otepää        | Estonia   | Sprint TC                                                                  |
| 25 novembre 2007 | Beitostølen   | Norvegia  | 4x10 km (con Martin Johnsrud Sundby, Tore Ruud Hofstad e Tor-Arne Hetland) |
| 27 febbraio 2008 | Stoccolma     | Svezia    | Sprint TC                                                                  |

Legenda:
TC = tecnica classica
TL = tecnica libera

#### Coppa del Mondo - competizioni intermedie
- 2 podi di tappa:
  - 2 secondi posti

### Marathon Cup
- Miglior piazzamento in classifica generale: 25º nel 2004